# 1960年代臺灣
| 世紀： | 19世紀臺灣 \| 20世紀臺灣 \| 21世紀臺灣                                                                                                   |
| 年代： | 1930年代臺灣 \| 1940年代臺灣 \| 1950年代臺灣 \| 1960年代臺灣 \| 1970年代臺灣 \| 1980年代臺灣 \| 1990年代臺灣                             |
| 年份： | 1960年臺灣 \| 1961年臺灣 \| 1962年臺灣 \| 1963年臺灣 \| 1964年臺灣 \| 1965年臺灣 \| 1966年臺灣 \| 1967年臺灣 \| 1968年臺灣 \| 1969年臺灣 |

1960年代臺灣即是民國49年至58年，相當於「民國50年代」。由於此一時期奠定良好經濟基礎，之前所採取財經政策產生效果，加上台灣主要盟友——美國1960年代持續經濟景氣繁榮，臺灣民生狀況明顯改善。政府因應此趨勢，採取「工業取代農業」、「低廉工資代工」等經濟措施，讓出口大幅增加，終達成經濟發展、物價穩定的雙重經濟目標。

## 政治

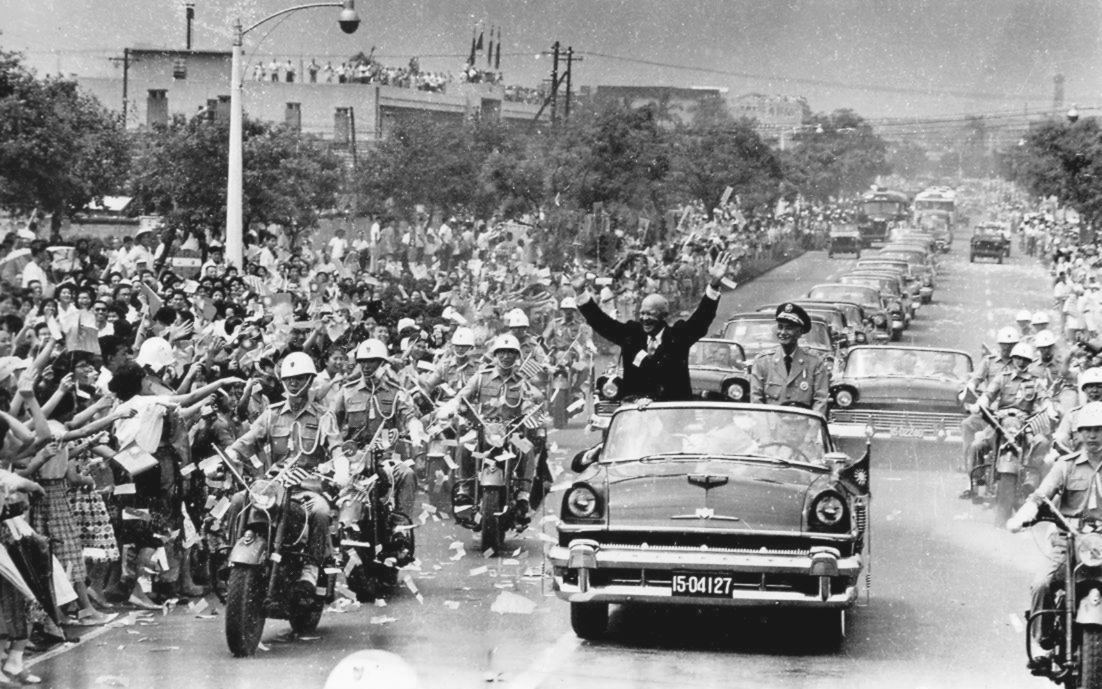
美國總統艾森豪於1960年6月18日訪問臺灣台北時，與蔣中正總統搭敞篷車前往圓山行館途中接受熱情群眾夾道歡迎。蔣總統伉儷親至松山機場迎接，艾森豪總統並於傍晚在總統府前廣場對50萬群眾發表演說。兩國總統發表聯合公報，穩固邦誼，譴責中共對金門隔日砲擊之惡行，也依《中美共同防禦條約》「共同抵禦中共在本地區之挑釁」。艾森豪與蔣中正在第二次世界大戰中分別擔任歐洲及中國戰區的盟軍統帥。

相對經濟發展蓬勃，台灣政治氣氛仍處於反共的意識形態與中國大陸的戰爭狀態。1960年舉行的總統大選，已連任兩次的蔣中正因中國大陸對台灣還處於戰爭狀態，而三度連任總統。
中華民國雖於台灣站穩腳步，亦爭取反攻大陸，惟因美國阻擾、中共發展核子武器成功等因素，終在1960年代中期放棄反攻大陸計畫，直到1980年代後期隨著政治民主化及本土化才予以揚棄。
於政治考量下，臺灣省政府於1962年設置了第一家官方電視媒體——台灣電視台，官方利用該媒體進行各項政令宣導。1960年代的政治氣氛相對緩和。蔣經國政府也藉由擴大地方自治選舉權，將其部分政治權利釋放給台灣籍政治人物，不管黨內謝東閔或無黨籍高玉樹都在此年代嶄露頭角。
1961年，「蘇東啟案」計畫以武力號召臺灣獨立。史明於1962年完成日文版《台灣人四百年史》，其後又花了六年完成中文版。國立臺灣大學教授彭明敏與學生謝聰敏和魏廷朝於1964年共同起草「臺灣自救運動宣言」，而被法院判刑八年，並於1970年1月在默許下神奇逃抵瑞典。
1966，隨著中共於中國大陸發起文化大革命，統治台灣的中華民國與中國國民黨隨即發起中華文化復興運動與之分庭抗禮，以顯示中華民國為正統中華文化與道統，法統之代表。。

## 九年國民義務教育
臺灣1960年代最重要的大事，應屬蔣故總統中正先生實施1968年臺灣義務教育由六年延長為九年的教育措施。此措施的實施，提高臺灣教育水準，廣設技職學校，亦奠定1970年代臺灣經濟起飛時中級技術人才的人力資源基礎。

### 實施緣起
有鑑於臺灣國民學校畢業生升學壓力日趨沈重，再加上1958年八二三砲戰結束，臺灣與中國內戰逐漸降溫，臺灣開始發展經濟。為提高教育水準，改進人力素質，同時增強國防力量與加速經濟發展，時任中華民國總統蔣故總統中正先生於1967年6月27日於總統府國父紀念月會發表言論，「要繼耕者有其田政策推動成功之後，加速推行九年義務教育，以現階段整個社會經濟發展成果，來解決九年義務教育問題，定可樂觀厥成。」
1967年6月30日蔣故總統中正先生召集教育部長閻振興、臺灣省主席黃杰、臺灣省政府教育廳長潘振球及臺北市政府教育局長劉先雲，指示籌畫延長國民教育為九年事宜。
同年8月17日蔣故總統中正先生正式以臺統（一）義字第五零四零號命令公告：「茲為提高國民智能，充實戡亂建國力量，特依照動員戡亂時期臨時條款第四項之規定，經交動員戡亂時期國家安全會議第三次會議決定：國民教育之年限應延長為九年，自五十七學年度起先在臺灣及金門地區實施，關於實施九年國民教育之有關事項其需以法律定之者，應提案制定一特別法，以資適用，希遵照上項決定迅即辦理。」

### 籌備經過
在蔣故總統中正先生發表談話與會談後，行政院與教育部開始辦理籌備工作，分別成立專案小組，進行研訂法令，籌措經費，廣設國民中學，同時新訂國民中學課程暫行標準及修訂國民小學課程標準。

### 籌措經費
由於當時各縣市負擔教育經費早已超過憲法規定比例，因此由財政部規劃，開闢專案財源。根據專案小組提出《延長國民教育有關經費事項會商結論報告》，經行政院1967年8月3日第一零三次院會通過，由省縣市政府籌措，不足處由中央支援，且經《實施條例》第十八條允許，不受《財政收支劃分法》的限制。
五十七至五十九學年度三年總經費臺灣省估計新臺幣2,855,510,700元，臺北市估計新臺幣744,489,300元，省市經費合計約三十六億元，超額經費以預備金支應。

### 辦理方式
1. 全國初中、初職及五年制職業學校，均停止招生。
2. 劃分學區，當年國民學校畢業生一律通知免試分發入學。
3. 私立初級中學得視需要，指定為代用國民中學。私立完全中學如停止招生高中部學生，條件符合者亦得指定。
4. 國中學生免收學費，其餘費用照收；另設獎學金名額，補助清寒學生。
5. 五十六學年度各屆國校畢業生，年齡未超過十五歲志願就讀國中者，由各縣市教育科（局）按照國中餘額辦理甄試入學，或接受補習教育；但上述學生均不得享受九年義務教育之一切權利（如免學費）。
6. 國中課程除重視文化陶冶之基本科目外，並加強職業科目及技藝訓練，兼顧升學就業準備之需要。
7. 提高師資素質，一方面提高師資培育資格與訓練，同時建立教師定期進修制度。
8. 國民學校改制為國民小學，促進教學正常化，對於身心障礙兒童施以特殊教育，保障其就學機會。同時各縣市國民小學設備應儘量提升其基本水準，避免城鄉差距。
9. 因應國民中小學學生人數日益增多，各縣市教育行政編制擴大，並成立國民教育推行委員會。
10. 由教育部統一督導各省縣市實施進度與考核，於一年內完成各項籌備工作。

## 經濟文化

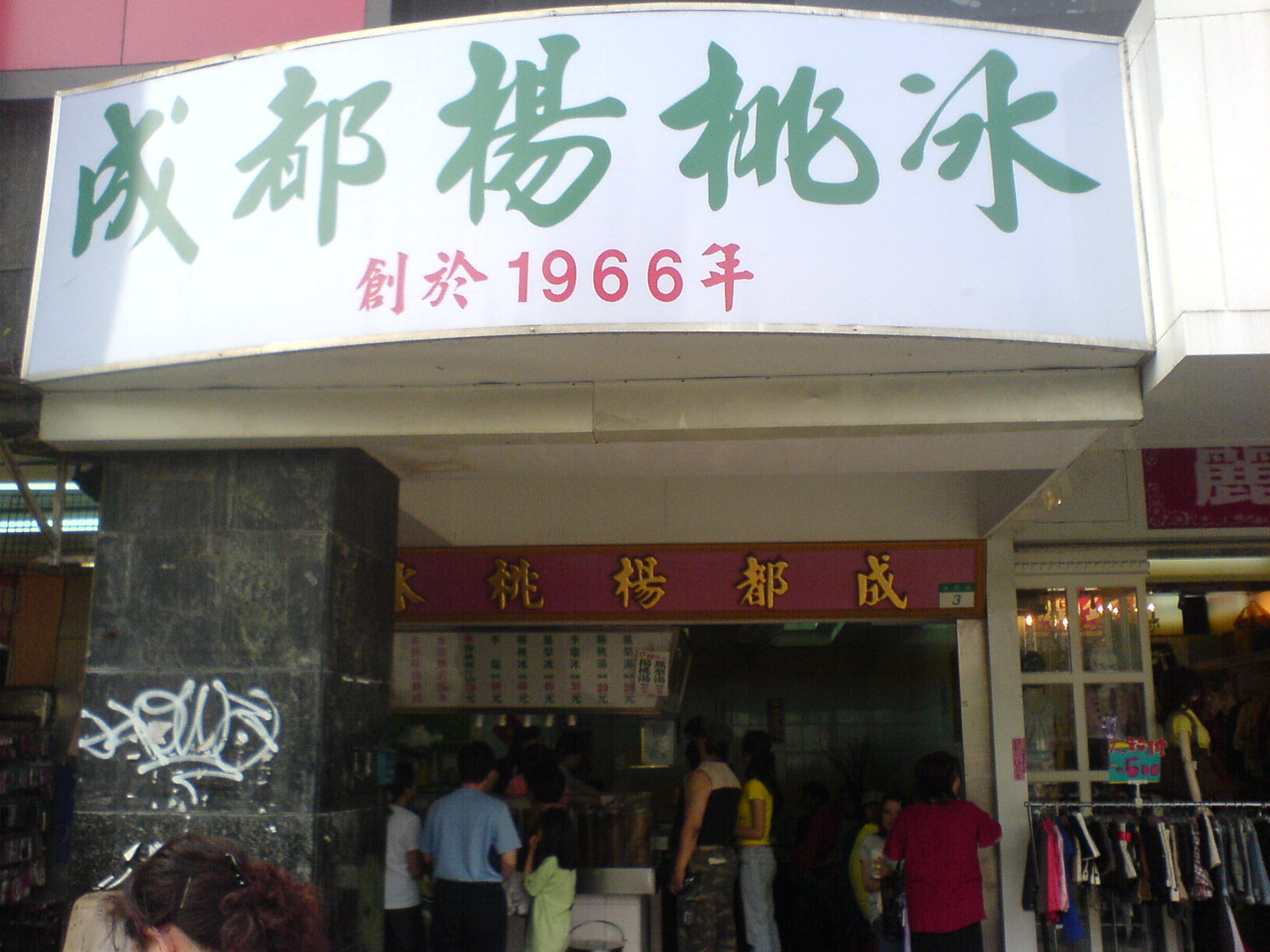
1960年代的台灣，都會經濟持續發展。圖為1966年成立，位於西門町之「成都楊桃冰」冰飲店

政治大環境失利，美國持續透過國民黨統治的中華民國政府以美援規劃各項經濟計劃來建設台灣，這裡面包含「第三期臺灣經濟建設四年計畫」、「第四期臺灣經濟建設四年計畫」、「第五期臺灣經濟建設四年計畫」，該類型計畫重點為維持物價穩定、擴大輸出、促進農業現代化、擴建基本設施、改善工業結構等；也獲得預期效果。這過程中間，台灣也積極興建基礎建設，如可用於觀光、農業、民生用水的石門水庫。
在財政金融上，台灣於此年代中期成立行政院賦稅改革委員會、實施「海關管理保稅」、成立證券交易所及取消結匯證制度，在充分準備中，即使美援終止，台灣經濟並未受到太多影響，相對的，也讓財源充足的台灣得以實施教育界的大事--九年國民義務教育，並全面預為實施各項社會福利措施及體育贊助活動來做準備。
在地域發展上，以台北市為主的北台灣都會型態正式於此年代成型，其關鍵點在臺北市於年代中期突破100萬人的院轄市門檻。延續前20年，此年代不但讓台北市人口從戰後的20萬迅速成長至1967年的100萬以上，也讓其人口族群結構，產生與台灣其他都市完全不同的現實狀況。為了因應人口增長的趨勢，台北市除了將其行政區域擴展，納入了郊區的木柵、士林、南港等行政區，也積極開拓東區田野發展。該市政府除了沿用日治時期已訂定的市區計劃外，更著重以土地高度利用為主的公共建設開發，並加速拆除市區大量舊建物。這些措施，雖象徵國民黨政府經營台北市成為實質首都決心，但相對地，卻也正式宣告台灣南北經濟差距加快加大的序曲。

## 大事記
- 1960年(民國49年)：美國總統艾森豪訪問中華民國，成為唯一於任內訪問中華民國的美國總統（6月18日）。
- 1962年(民國51年)：台灣電視公司開播，台灣從此進入電視時代（10月10日）。
- 1963年(民國52年)：桃園石門水庫開始蓄水（8月11日）。
- 1964年(民國53年)：湖口裝甲師司令趙志華發動兵變失敗（1月21日）。
  - 中華民國與法國斷交（2月10日）。
  - 彭明敏、謝聰敏、魏廷朝因印製「台灣人民自救宣言」被捕。(9月20日)
- 1965年(民國54年)：美援停止。
  - 經濟部正式成立高雄加工出口區管理處籌備處，這是台灣的第一個加工出口區(3月)。
  - 台灣鐵路管理局新店線停止營運（3月24日）。
- 1967年(民國56年)：台北市正式改制為院轄市（7月1日）。[1]:116
- 1968年(民國57年)：台東縣紅葉少棒隊以7:0擊敗來訪的日本少棒明星隊（8月25日）。
  - 義務教育延長為九年，初級中學全面改制為國民中學（9月9日）。
- 1969年(民國58年)：柏楊因在自立晚報刊登改編的大力水手漫畫被捕，並依匪諜罪嫌判處12年有期徒刑（9月1日）。